# Torneutini
Tribu
Les Torneutini sont une tribu d'insectes coléoptères de la famille des Cerambycidae et de la sous-famille des Cerambycinae.

## Dénomination
Cette sous-famille a été décrite par l'entomologiste français James Thomson en 1860, sous le nom de Torneutini.

### Synonymie
- Thaumasides  (Thomson, 1864)

## Taxinomie
Liste des genres 
- Diploschema (Thomson, 1858)
- Dragomiris (Gounelle, 1913)
- Dragoneutes (Martins & Monné, 1980 )
- Gigantotrichoderes (Tippmann, 1953)
- Gnathopraxithea (Seabra & Tavakilian, 1986)
- Lophoschema (Monné, 2007)
- Macellidiopygus (Gounelle, 1913)
- Praxithea (Thomson, 1864)
- Psygmatocerus (Perty, 1828)
- Spathopygus (Lacordaire, 1869)
- Thaumasus (Reiche, 1853)
- Torneucerus (Martins & Monné, 1980)
- Torneutes (Reich, 1837)
- Torneutopsis (Martins & Monné, 1980)
- Xenambyx (Bates, 1879)

### Articles liés
- Cerambycinae
- Liste des Cerambycinae de Guyane